# Benedikt von Arx
Benedikt von Arx (* 29. Mai 1817 in Olten; † 18. Mai 1875 ebenda) war ein Schweizer Politiker, Notar und Richter. Von 1857 bis zu seinem Tod gehörte er dem Nationalrat an.

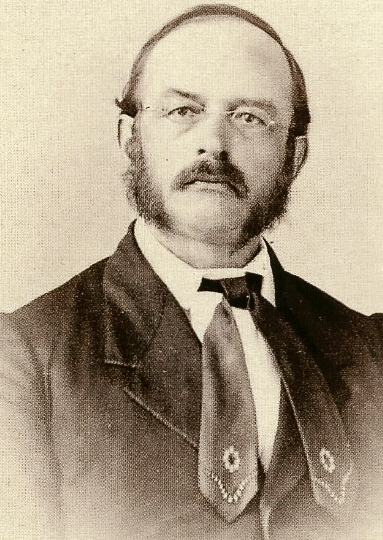
Benedikt von Arx

## Biografie
Der Sohn eines Schusters erhielt nach seiner Schulzeit in Olten eine Ausbildung zum Sekretär der Amtsschreiberei und zum Gerichtsschreiber. Von 1844 bis 1856 führte von Arx ein eigenes Notariatsbüro in Olten, danach war er bis 1871 Amtsschreiber der Amtei Olten-Gösgen und schliesslich bis 1875 Gerichtspräsident von Olten-Gösgen. Darüber hinaus war er Inhaber eines Dynamit- und Steingeschäfts sowie ab 1854 Redaktor beim Oltner Wochenblatt.
Innerhalb der freisinnigen Bewegung im Kanton Solothurn gehörte von Arx dem radikalliberalen «roten» Flügel um Wilhelm Vigier an, der sich gegen den altliberalen «grauen» Flügel durchsetzte. Er kandidierte mit Erfolg bei den Nationalratswahlen 1857; fünfmal in Folge gelang ihm die Wiederwahl. Im Nationalrat beschäftigte er sich vor allem mit der Entwicklung von Gewerbe und Landwirtschaft. 1862 war von Arx Mitbegründer und anschliessend Verwaltungsratspräsident des Konsumvereins Olten, ab 1871 sass er auch im Solothurner Kantonsrat. Der Grütliverein Olten ernannte ihn zum Ehrenmitglied.